# Jo Hyeon-woo
Dans ce nom coréen, le nom de famille, Jo, précède le nom personnel.
Jo Hyeon-woo (en coréen : 조현우), né le 25 septembre 1991 à Séoul en Corée du Sud, est un footballeur international sud-coréen, qui évolue au poste de gardien de but. Il joue actuellement dans le club de Ulsan Hyundai.

## Biographie

### Carrière internationale
En novembre 2015, il est convoqué pour la première fois en équipe de Corée du Sud par le sélectionneur national Uli Stielike, pour des matchs des éliminatoires de la Coupe du monde de 2018 contre le Laos et la Birmanie, mais n'entre pas en jeu.
Le 14 novembre 2017, il honore sa première sélection contre la Serbie en amical. La rencontre se solde par un match nul de 1-1. Il participe ensuite à la Coupe d'Asie de l'Est de 2017, et se voit élu meilleur gardien du tournoi. La Corée du Sud remporte la Coupe d'Asie de l'Est.
Le 2 juin 2018, il fait partie de la liste des 23 joueurs sud-coréens sélectionnés pour disputer la Coupe du monde de 2018 en Russie. Il est sélectionné comme troisième gardien, derrière Kim Seung-gyu et Kim Jin-hyeon. Toutefois, avant le début du tournoi, il est propulsé gardien titulaire.
Lors de la troisième rencontre disputée par la Corée du Sud dans ce mondial, il joue un rôle de premier plan dans l'élimination historique de l'Allemagne des phases de groupes pour la première fois depuis 1938, avec une performance exceptionnelle, et se voit élu homme du match. Lors de ce match, il effectue six arrêts sans encaisser de but. La Corée du Sud se classe troisième de son groupe, devant l'Allemagne.
Le 12 novembre 2022, il est sélectionné par Paulo Bento pour participer à la Coupe du monde 2022.

## Palmarès

### En sélection
- Avec la  Corée du Sud
  - Vainqueur de la Coupe d'Asie de l'Est en 2017

### En club
- Avec le Daegu FC
  - Vice-champion de Corée du Sud de D2 en 2016

### Distinctions personnelles
- Nommé dans l'équipe type de la K League en 2017
- Nommé dans l'équipe type de la K League Challenge en 2015 et 2016
- Élu meilleur gardien de la Coupe d'Asie de l'Est en 2017
- Homme du match contre l'Allemagne lors de la Coupe du monde de 2018

## Statistiques
| Saison                | Club                  | Championnat           | Championnat | Championnat | Coupe(s) nationale(s) | Coupe(s) nationale(s) | Corée du Sud | Corée du Sud | Total | Total |
| Saison                | Club                  | Division              | M.          | B.          | M.                    | B.                    | M.           | B.           | M.    | B.    |
| 2013                  | Daegu FC              | D1                    | 14          | 0           | -                     | -                     | -            | -            | 14    | 0     |
| 2014                  | Daegu FC              | D2                    | 15          | 0           | -                     | -                     | -            | -            | 15    | 0     |
| 2015                  | Daegu FC              | D2                    | 41          | 0           | 2                     | 0                     | -            | -            | 43    | 0     |
| 2016                  | Daegu FC              | D2                    | 39          | 0           | 2                     | 0                     | -            | -            | 41    | 0     |
| 2017                  | Daegu FC              | D1                    | 35          | 0           | 1                     | 0                     | 3            | 0            | 39    | 0     |
| 2018                  | Daegu FC              | D1                    | 28          | 0           | 4                     | 0                     | 7            | 0            | 39    | 0     |
| 2019                  | Daegu FC              | D1                    | -           | -           | -                     | -                     | -            | -            | 0     | 0     |
| Total sur la carrière | Total sur la carrière | Total sur la carrière | 172         | 0           | 9                     | 0                     | 10           | 0            | 191   | 0     |